# Martina Arroyo
Martina Arroyo (2 de febrero de 1937) es una soprano de ópera estadounidense que tuvo una importante carrera operística internacional desde la década de 1960 hasta la década de 1980. Formó parte de la primera generación de cantantes de ópera negros en lograr un gran éxito

## Formación
De padre puertorriqueño y madre afroestadounidense, nació y se crio en el barrio de Harlem. 
Estudió en el Hunter College debutando en la ópera Asesinato en la catedral de Pizzetti. Afrontó obras sacras y de concierto con gran solvencia, como las Gurrelieder de Schönberg, el estreno mundial de Andromache's Farewell de Samuel Barber, la Sinfonía Nº8 de Mahler, el oratorio Juddas Macabeus de Händel, el Réquiem de Verdi y otras.
Su consagración llegó con los personajes de Verdi necesitados de una soprano spinto (de gran poderío y flexibilidad vocal). Arroyo triunfó como la esclava etíope Aída, Leonora en La forza del destino e Il Trovatore, Elena en Las vísperas sicilianas, Amelia en Un ballo in maschera, Ernani, Elizabeth en Don Carlo y en Don Giovanni de Mozart como Donna Anna dirigida por Colin Davis y Donna Elvira por Karl Böhm. 

## Carrera musical

### Comienzos en el Metropolitan Opera
En 1957, Arroyo hizo una audición para el Metropolitan Opera pero no fue aceptada. Algo desanimada, coqueteó con la idea de convertirse en académica y comenzó a trabajar en una maestría en literatura comparada en la Universidad de Nueva York con una disertación sobre Pane e Vino y Vino e Pane de Ignacio Silone. Al año siguiente compitió y ganó el concurso Audition of the Air de Metropolitan Opera (precursora de las Audiciones del Consejo Nacional), ganando un premio en efectivo de 1.000 $ y una beca para la Escuela Kathryn Long del Met. Dejó la Universidad de Nueva York y entró en la Escuela Kathryn Long en el otoño de 1957, donde estudió canto, teatro, alemán, dicción en inglés y esgrima. Mientras estaba en la escuela, le ofrecieron el papel de la primera coryphée en el estreno estadounidense de Murder in the Cathedral de Ildebrando Pizzetti, que se interpretará en un festival en el norte del estado de Nueva York. El concierto, sin embargo, se suspendió por lluvia y fue reprogramado para una presentación en el Carnegie Hall el 17 de septiembre de 1958. Esto marcó la primera aparición profesional de Arroyo cantando en una ópera. El New York Times dijo de su actuación, "Martina Arroyo es una soprano talentosa que parece tener un potencial notable, y cantó con una voz de amplitud y color encantador".
En febrero de 1959, Arroyo interpretó el papel principal en Iphigénie en Tauride de Gluck en una versión de concierto con la Little Orchestra Society en el Town Hall. Poco después, hizo su debut en el escenario de la ópera en el Metropolitan Opera como la Voz Celestial en Don Carlo de Giuseppe Verdi el 14 de marzo de 1959 con Eugenio Fernandi en el papel principal, Leonie Rysanek como Elizabeth, Robert Merrill como Rodrigo y Nell Rankin como Princesa Eboli. Este fue el comienzo de una larga asociación con el Met y el comienzo de una larga carrera en el escenario de la ópera.

### Escenarios de Europa y consagración
Después de haber hecho su debut en el Met, Arroyo se trasladó a Europa, donde comenzó a aparecer en papeles en teatros de ópera menores en 1959. Mientras actuaba en Italia ese año, conoció a su futuro esposo, el violista profesional Emilio Poggioni. El matrimonio terminó en divorcio y más tarde se casó con Michel Maurel hasta su muerte en 2011. Durante los siguientes años, Arroyo trabajó principalmente en Europa en roles principalmente pequeños, sin conseguir los papeles importantes. Durante 1961 y 1962 viajó con frecuencia entre Europa y el Metropolitan Opera, con sus papeles en el Met durante este período en El Anillo de Richard Wagner y en repeticiones de Don Carlo. Sus papeles en el Anillo incluyeron a Woglinde en Götterdämmerung, Woglinde en Das Rheingold, Ortlinde en Die Walküre y el pájaro de la noche en Siegfried.
En 1963, la primera gran oportunidad de Arroyo se produjo cuando le ofrecieron un contrato para unirse a la Ópera de Zúrich como soprano principal. Hizo su debut allí en el papel principal de Aida de Verdi, donde fue recibida con entusiasmo. Continuó cantando regularmente en ese teatro de ópera hasta 1968. 
Aida se convirtió en un papel importante para Arroyo al principio de su carrera, sirviendo como tarjeta de presentación para ella en muchos teatros de ópera importantes durante la década de 1960. Cantó el papel para su primera aparición en la Ópera Estatal de Hamburgo en 1963 y tanto en la Deutsche Oper Berlin como en la Ópera Estatal de Viena en 1964. En febrero del año siguiente cantó Aida en su primer papel protagónico en el Met como última reemplazo para Birgit Nilsson. La actuación recibió críticas muy favorables y The New York Times elogió a Arroyo como "una de las voces más hermosas ante el público de hoy". Rudolf Bing, el director del Met, le ofreció inmediatamente un contrato para unirse a la lista de las principales sopranos de la compañía, que se extendió por varios años.
Arroyo comenzó la temporada 1965/66 en el Met en octubre con una actuación aclamada por la crítica de Elizabeth en Don Carlo. Inmediatamente se convirtió en una cantante favorita en esa casa interpretando principalmente a las heroínas de Verdi y el Met se convirtió en su hogar principal desde ese momento hasta 1978. Sus otros roles en el Met durante estos trece años incluyeron Aida, Amelia en Un Ballo in maschera, Cio- Cio-San en Madama Butterfly de Giacomo Puccini, Donna Anna en Don Giovanni de Mozart, Elvira en Ernani de Verdi, Lady Macbeth en Macbeth de Verdi, Leonora en Il trovatore de Verdi, Leonora en La forza del destino de Verdi, Liù en Turandot de Puccini, Maddalena en Andrea Chénier de Umberto Giordano, Santuzza en Cavalleria rusticana de Pietro Mascagni, y el papel principal en La Gioconda de Amilcare Ponchielli, entre otros. También fue notablemente la primera persona negra en interpretar el papel de Elsa en Lohengrin de Wagner en 1968, no solo en el Met, sino en toda la historia de la ópera.
En 1976 cantó La africana y en 1968 Los hugonotes de Giacomo Meyerbeer junto a Joan Sutherland.
En el Metropolitan Opera de Nueva York cantó 200 representaciones entre su debut como la voz celestial en Don Carlo en 1959 y su despedida como Aída en 1986. Con este personaje obtuvo fue su consagración en 1965 al reemplazar a la enferma soprano titular Birgit Nilsson. Arroyo formó parte de la generación de cantantes afroamericanas que sucedieron a la pionera Marian Anderson; entre sus contemporáneas se cuentan Leontyne Price, Grace Bumbry y Shirley Verrett.
Fue muy solicitada en teatros europeos, especialmente en La Scala, Roma, París, Covent Garden, Berlín, Múnich y en el Teatro Colón de Buenos Aires donde cantó en 1968, 1970, 1971 y 1972.
Se retiró en 1989 para dedicarse a la enseñanza y jurado de concursos musicales. En 1976 el presidente Gerald Ford la hizo miembro del National Council for the Arts y en 2003 estableció la Fundación que lleva su nombre para educar y promocionar jóvenes cantantes.

## Discografía básica
- Barber, Andromache's Farewell, Schippers
- Beethoven, Misa solemnis, Eugene Ormandy
- Beethoven, Sinfonía n.º 9, Bernstein
- Mahler, Sinfonía n.º 8, Rafael Kubelík
- Mascagni, Cavalleria rusticana, Gardelli
- Meyerbeer, Les huguenots, Bonynge
- Mozart, Don Giovanni, Böhm
- Mozart, Don Giovanni, C.Davis
- Schönberg, Gurrelieder, Ferencsik
- Verdi, Aída, Claudio Abbado
- Verdi, Las vísperas sicilianas, James Levine
- Verdi, La forza del destino, Gardelli
- Verdi, Requiem, Leonard Bernstein
- Verdi, Un ballo in , Riccardo Muti